# Quecksilberpolonid
Quecksilberpolonid ist eine anorganische Verbindung aus der Gruppe der Polonide.

## Herstellung und Geschichte
Quecksilberpolonid kann hergestellt werden, indem elementares Polonium bei 325 °C in Quecksilberdampf umgesetzt wird.

## Eigenschaften
Quecksilberpolonid ist ein schwarzer Feststoff. Die Kristallstruktur ist kubisch-raumzentriert (Natriumchlorid-Struktur) mit dem Gitterparameter a = 6.25 Å.